# The Rest of New Order
The Rest of New Order o (the rest of) New Order es el primer álbum de remix de la banda inglesa New Order. Fue publicado en Reino Unido en 21 de agosto de 1995 a través de London Records.

## Información general
New Order había estado en pausa a partir de finales de 1993 después de la grabación turbulenta y de turismo de la exitosa República álbum. Los miembros individuales habían vuelto a los proyectos secundarios que ellos habían ocupado durante el receso anterior del grupo que duró de 1989 hasta 1992. República había sido el primer álbum que el grupo había lanzado para los expedientes de Londres, y con el grupo anunciando poca intención de trabajar en conjunto el etiqueta se adelantó la compilación de (the best of) New Order. Esta empresa había demostrado ser popular, y se venden muy bien en el mercado de Navidad competitiva. Es perfectamente recogido la mayor parte de éxitos de la banda en un solo paquete. El álbum de éxito fue promovida por dos sencillos, remezclas de "True Faith" y "1963"; estos también han demostrado ser muy popular. Es evidente que todavía había un mercado para New Order.
(the rest of) New Order siguió nueve meses más tarde, esta vez los compiladores reúnen una selección de remezclas de más edad, junto con nuevas remezclas especialmente encargados. Las remezclas de "Blue Monday", "Confusion", "Touched by the Hand of God", "Bizarre Love Triangle", "Age of Consent", "Temptation" y "Everything's Gone Green" eran todas nuevas reinterpretaciones radicales. Los cuatro sencillos de la República están representados con remezclas que habían aparecido anteriormente como B-sides.

## Lanzamiento
La compilación fue lanzada en los formatos de disco compacto, casete y doble LP. Cada versión cuenta con una lista de temas diferentes. Las ediciones en Casete incluyen una mezcla adicional de "Temptation", mientras que las ediciones limitadas del CD y casete llegaron con un disco bonus/casete adicional de remezclas de "Blue Monday". Esta versión reemplaza el fondo blanco en la cubierta con un reflectante de color marrón/oro. El álbum alcanzó el puesto #5  en los UK Albums Chart , así como con el n.º 41 en el puesto de los álbumes suecos. Para promocionar el álbum, "Blue Monday" fue una vez más relanzado. El sencillo fue respaldado con remezclas que aparecen en el disco extra del CD de edición limitada. La versión de "Blue Monday", lanzado fue el Hardfloor mezcla, conocida como "Blue Monday-95", y alcanzó el puesto #17 en el Reino Unido, N.º 54, en Alemania, y #29 en Irlanda.

## Lista de canciones
CD
| CD  |                                                     |                          |          |  |
| N.º | Título                                              | Escritor(es)             | Duración |  |
| 1.  | «World (The Price of Love)» (Perfecto Mix)          | New Order, Stephen Hague | 7:27     |  |
| 2.  | «Blue Monday» (Hardfloor Mix)                       |                          | 8:35     |  |
| 3.  | «True Faith» (Shep Pettibone Remix)                 | New Order, Stephen Hague | 9:02     |  |
| 4.  | «Confusion» (Pump Panel Reconstruction Mix)         | New Order, Arthur Baker  | 10:12    |  |
| 5.  | «Touched by the Hand of God» (Biff & Memphis Remix) |                          | 10:00    |  |
| 6.  | «Bizarre Love Triangle» (Armand van Helden Mix)     |                          | 8:59     |  |
| 7.  | «Ruined in a Day» (K-Klass Remix)                   | New Order, Stephen Hague | 6:13     |  |
| 8.  | «Regret» (Fire Island Remix)                        | New Order, Stephen Hague | 7:07     |  |
| 9.  | «Age of Consent» (Howie B Remix)                    |                          | 5:23     |  |
| 10. | «Spooky» (Magimix)                                  | New Order, Stephen Hague | 6:58     |  |

Casete
| Casete |                                                     |                          |          |  |
| N.º    | Título                                              | Escritor(es)             | Duración |  |
| 1.     | «World» (Perfecto Mix)                              | New Order, Stephen Hague | 7:27     |  |
| 2.     | «Blue Monday» (Hardfloor Mix)                       |                          | 8:35     |  |
| 3.     | «True Faith» (Shep Pettibone Remix)                 | New Order, Stephen Hague | 9:02     |  |
| 4.     | «Confusion» (Pump Panel Reconstruction Mix)         | New Order, Arthur Baker  | 10:12    |  |
| 5.     | «Touched by the Hand of God» (Biff & Memphis Remix) |                          | 10:00    |  |
| 6.     | «Bizarre Love Triangle» (Armand van Helden Mix)     |                          | 8:59     |  |
| 7.     | «Everything's Gone Green» (Dave Clarke Remix)       |                          | 5:31     |  |
| 8.     | «Ruined in a Day» (K–Klass Remix)                   | New Order, Stephen Hague | 6:13     |  |
| 9.     | «Regret» (Fire Island Remix)                        | New Order, Stephen Hague | 7:07     |  |
| 10.    | «Temptation» (CJ Bolland Remix)                     |                          | 7:41     |  |
| 11.    | «Age of Consent» (Howie B Remix)                    |                          | 5:23     |  |

## Posicionamiento en lista
| Lista (1995)              | Posición |
| ------------------------- | -------- |
| Swedish Sverigetopplistan | 41       |
| UK Albums Chart           | 5        |